# Sebastian Samuelsson
Pour les articles homonymes, voir Samuelsson.
Sebastian Samuelsson, né le 28 mars 1997 à Katrineholm, est un biathlète suédois, double médaillé olympique en 2018 (médaillé d'or avec la Suède en relais masculin, et deuxième de la poursuite en individuel) à l'âge de 20 ans. Il remporte sa première victoire en Coupe du monde lors de la saison 2020-2021 à Kontiolahti, puis devient lors de la même saison vice-champion du monde de la poursuite à Pokljuka.

## Carrière

### Double médaillé olympique à Pyeongchang (2018)
Après avoir fait ses débuts en Coupe du monde en 2016, Samuelsson réalise sa plus belle performance en remportant la médaille d'argent lors de la poursuite des Jeux olympiques 2018 à Pyeongchang. Parti en 14e position à la suite du sprint, il réalise un 19/20 au tir sur la poursuite avant de devancer Benedikt Doll dans la dernière ligne droite, ne s'inclinant que face à Martin Fourcade, pour s'offrir à seulement 20 ans sa première médaille olympique. Trois jours plus tard, il termine au pied du podium lors de l'individuel.
Troisième relayeur avec l'équipe de Suède sur le relais masculin, il résiste sur la piste au Norvégien Johannes Thingnes Bø, avant de passer le relais à son compatriote Fredrik Lindström. À la suite du relais de ce dernier, la Suède est sacrée championne olympique.

### Première victoire en Coupe du monde (2020-2021)
En janvier 2019, il retrouve le podium en terminant troisième du sprint d'Oberhof. Il remporte la première victoire de sa carrière en Coupe du monde le 5 décembre 2020, à l'arrivée de la poursuite de Kontiolahti, devant le Français Fabien Claude et le Norvégien Johannes Boe. Il est le premier Suédois à s'imposer en Coupe du Monde depuis Björn Ferry en 2014 à Pokljuka.
Médaillé de bronze avec le relais mixte suédois aux championnats du monde de Pokljuka en 2021, il décroche quelques jours plus tard la médaille d'argent sur la poursuite (sa première récompense individuelle en Mondiaux) après avoir battu au sprint Johannes Boe. Avec également une médaille de bronze sur le relais mixte simple et une médaille d'argent sur le relais hommes, il repart de Pokljuka avec quatre récompenses planétaires. 

### Premier dossard jaune (2021-2022)
Lors des deux premières étapes de la Coupe du monde 2021-2022 disputées à domicile à Ostersund, le Suédois s'impose à chaque fois sur l'épreuve du sprint, ce qui lui permet pour la première fois de sa carrière d'endosser le maillot jaune de leader du classement général,. Trois jours après sa deuxième victoire sur le sprint, il enchaîne avec une deuxième place sur la poursuite d'Ostersund mais perd son dossard jaune au profit du Norvégien Vetle Sjåstad Christiansen. A Hochfilzen, troisième étape de la saison, Samuelsson récupère ce dossard jaune grâce à sa troisième place sur la poursuite obtenue à la photo-finish devant Simon Desthieux, mais ses mauvaises performances au Grand-Bornand en décembre le font rétrograder au deuxième rang.

### 2023-2024
En 2023-2024, Samuelsson remporte la première poursuite de la saison à Östersund. Deuxième du classement provisoire de la Coupe du monde après la deuxième étape disputée à Hochfilzen, il est ensuite testé positif au SARS-CoV-2 et déclare forfait pour le sprint de Lenzerheide.

## Palmarès

### Jeux olympiques
| Édition \ Épreuve | Individuel | Sprint | Poursuite                          | Mass start | Relais                         | Relais mixte |
| ----------------- | ---------- | ------ | ---------------------------------- | ---------- | ------------------------------ | ------------ |
| Pyeongchang 2018  | 4e         | 14e    | Médaille d'argent, Jeux olympiques | 23e        | Médaille d'or, Jeux olympiques | —            |
| Pékin 2022        | 30e        | 5e     | 8e                                 | 11e        | 5e                             | 4e           |

Légende :
- : première place, médaille d'or
- : deuxième place, médaille d'argent
- — : non disputée par Samuelsson

### Championnats du monde
| Édition \ Épreuve       | Individuel                | Sprint | Poursuite                 | Mass start           | Relais                    | Relais mixte              | Relais mixte simple              |
| ----------------------- | ------------------------- | ------ | ------------------------- | -------------------- | ------------------------- | ------------------------- | -------------------------------- |
| Hochfilzen 2017         | 52e                       | 76e    | —                         | —                    | 11e                       | —                         | Épreuve inexistante à cette date |
| Östersund 2019          | 4e                        | 29e    | 16e                       | 26e                  | 7e                        | 5e                        | Médaille de bronze, monde        |
| Antholz-Anterselva 2020 | 10e                       | 11e    | 19e                       | 27e                  | 10e                       | 11e                       | 4e                               |
| Pokljuka 2021           | 25e                       | 8e     | Médaille d'argent, monde  | 10e                  | Médaille d'argent, monde  | Médaille de bronze, monde | Médaille de bronze, monde        |
| Oberhof 2023            | Médaille de bronze, monde | 11e    | Médaille de bronze, monde | Médaille d'or, monde | Médaille de bronze, monde | 9e                        | 4e                               |
| Nove Mesto 2024         | 7e                        | 5e     | 6e                        | 23e                  | Médaille d'or, monde      | Médaille de bronze, monde | 4e                               |
| Lenzerheide 2025        | 47e                       | 24e    | 13e                       | 12e                  | 4e                        | 5e                        | 5e                               |

Légende :
- : première place, médaille d'or
- : deuxième place, médaille d'argent
- : troisième place, médaille de bronze
- — : non disputée par Samuelsson
- : pas d'épreuve

### Coupe du monde
- Meilleur classement général : 3e en 2022.
- 52 podiums :
  - 23 podiums individuels : 7 victoires, 9 deuxièmes places et 7 troisièmes places.
  - 15 podiums en relais : 5 victoires, 5 deuxièmes places et 5 troisièmes places.
  - 5 podiums en relais mixte : 2 victoires, 1 deuxième place et 2 troisièmes places.
  - 9 podiums en relais simple mixte : 4 victoires, 3 deuxièmes places et 2 troisièmes places.

 Dernière mise à jour le 23 mars 2025 

#### Détail des victoires
| Saison \ Épreuve | Individuel | Sprint                  | Poursuite   | Mass start            | Total |
| ---------------- | ---------- | ----------------------- | ----------- | --------------------- | ----- |
| 2020-2021        |            |                         | Kontiolahti |                       | 1     |
| 2021-2022        |            | Östersund 1 Östersund 2 |             |                       | 2     |
| 2022-2023        |            |                         |             | Oberhof (Ch du monde) | 1     |
| 2023-2024        |            |                         | Östersund   |                       | 1     |
| 2024-2025        |            |                         | Nove Mesto  | Holmenkollen          | 2     |
| Total            | 0          | 2                       | 3           | 2                     | 7     |

#### Classements en Coupe du monde
| Saison    | Individuel | Individuel | Individuel | Sprint  | Sprint | Sprint   | Poursuite | Poursuite | Poursuite | Mass start | Mass start | Mass start | Général | Général | Général  |
| Saison    | Courses    | Points     | Position   | Courses | Points | Position | Courses   | Points    | Position  | Courses    | Points     | Position   | Courses | Points  | Position |
| --------- | ---------- | ---------- | ---------- | ------- | ------ | -------- | --------- | --------- | --------- | ---------- | ---------- | ---------- | ------- | ------- | -------- |
| 2016-2017 | 2 / 3      | 16         | 46e        | 8 / 9   | 82     | 36e      | 7 / 9     | 67        | 42e       | 1 / 5      | 4          | 44e        | 18 / 26 | 169     | 43e      |
| 2017-2018 | 1 / 2      | 2          | 58e        | 6 / 8   | 53     | 44e      | 4 / 7     | 62        | 32e       |            |            |            | 11 / 22 | 117     | 44e      |
| 2018-2019 | 2 / 3      | 75         | 9e         | 7 / 9   | 165    | 16e      | 6 / 8     | 99        | 28e       | 5 / 5      | 46         | 28e        | 20 / 25 | 385     | 22e      |
| 2019-2020 | 2 / 3      | 49         | 20e        | 8 / 8   | 122    | 21e      | 5 / 5     | 62        | 26e       | 1 / 5      | 8          | 46e        | 16 / 21 | 241     | 28e      |
| 2020-2021 | 3 / 3      | 54         | 15e        | 10 / 10 | 312    | 4e       | 8 / 8     | 253       | 5e        | 5 / 5      | 121        | 15e        | 26 / 26 | 817     | 6e       |
| 2021-2022 | 1 / 2      | 1          | 57e        | 9 / 9   | 340    | 2e       | 7 / 7     | 282       | 2e        | 3 / 4      | 94         | 15e        | 20 / 22 | 717     | 3e       |
| 2022-2023 | '          | '          | 21e        | '       | '      | 16e      | '         | '         | 12e       | '          | '          | 29e        | '       | 446     | 14e      |
| 2023-2024 | '          | '          | 17e        | '       | '      | 10e      | '         | '         | 4e        | '          | '          | 24e        | '       | 671     | 9e       |
| 2024-2025 |            | 81         | 12e        |         | 268    | 6e       |           | 290       | 3e        |            | 236        | 4e         |         | 875     | 4e       |

#### Résultats détaillés en Coupe du monde
| 2016-2017 |        |        |        |        |        |         |         |         |        |        |        |        |         |        |        | .      | .       | .      | .      |         |        |         |         |         |        |        | 43e |
| 2016-2017 | IN     | SP 19e | PU 20e | SP 30e | PU 35e | SP 13e  | PU 18e  | MS 29e  | SP     | PU     | MS     | SP 36e | PU 49e  | IN 25e | MS     | SP 76e | PU      | IN 52e | MS     | SP 50e= | PU 53e | SP 25e  | PU 26e  | SP 54e  | PU 39e | MS     | 43e |
| 2017-2018 |        |        |        |        |        |         |         |         |        |        |        |        |         |        |        | .      | .       | .      | .      |         |        |         |         |         |        |        | 44e |
| 2017-2018 | IN     | SP 36e | PU 30e | SP 77e | PU     | SP 23e  | PU 36e  | MS      | SP 37e | PU 23e | IN 39e | MS     | SP      | PU     | MS     | SP 14e | PU 2e   | IN 4e  | MS 23e | SP 21e  | MS     | SP 35e  | PU 13e  | SP      | PU     | MS     | 44e |
| 2018-2019 |        |        |        |        |        |         |         |         |        |        |        |        |         |        |        |        |         |        |        | .       | .      | .       | .       |         |        |        | 22e |
| 2018-2019 | IN 9e  | SP 14e | PU 19e | SP 13e | PU 35e | SP 52e  | PU 10e  | MS 29e  | SP 3e  | PU 39e | SP 10e | MS 28e | SP N.P. | PU     | MS 28e | SI     | SP Ann. | SP     | PU     | SP 29e  | PU 16e | IN 4e   | MS 26e  | SP 22e  | PU 28e | MS 21e | 22e |
| 2019-2020 |        |        |        |        |        |         |         |         |        |        |        |        |         | .      | .      | .      | .       |        |        |         |        |         |         |         |        |        | 28e |
| 2019-2020 | SP 27e | IN 23e | SP 48e | PU 44e | SP 27e | PU 39e  | MS      | SP 32e  | MS     | SP 15e | PU 17e | IN     | MS      | SP 11e | PU 19e | IN 10e | MS 27e  | SP 60e | MS     | SP 12e  | PU 27e | SP Ann. | PU Ann. | MS Ann. |        |        | 28e |
| 2020-2021 |        |        |        |        |        |         |         |         |        |        |        |        |         |        |        | .      | .       | .      | .      |         |        |         |         |         |        |        | 6e  |
| 2020-2021 | IN 6e  | SP 2e  | SP 18e | PU 1er | SP 5e  | PU 10e  | SP 5e   | PU 17e  | MS 8e  | SP 18e | PU 7e  | SP 18e | MS 13e  | IN 46e | MS 13e | SP 8e  | PU 2e   | IN 25e | MS 10e | SP 2e   | PU 12e | SP 7e   | PU 20e  | SP 2e   | PU 4e  | MS 24e | 6e  |
| 2021-2022 |        |        |        |        |        |         |         |         |        |        |        |        |         |        |        | .      | .       | .      | .      |         |        |         |         |         |        |        | 3e  |
| 2021-2022 | IN 40e | SP 1er | SP 1er | PU 2e  | SP 14e | PU 3e   | SP 9e   | PU 11e  | MS 9e  | SP 14e | PU 2e  | SP 18e | PU 7e   | IN     | MS     | IN 30e | SP 5e   | PU 8e  | MS 11e | SP 5e   | PU 24e | SP 18e  | MS 9e   | SP 3e   | PU 4e  | MS 11e | 3e  |
| 2022-2023 |        |        |        |        |        |         |         |         |        |        |        |        |         |        | .      | .      | .       | .      |        |         |        |         |         |         |        |        | 14e |
| 2022-2023 | IN 5e  | SP 4e  | PU 4e  | SP 19e | PU 9e  | SP 17e  | PU 6e   | MS 30e  | SP 25e | PU 19e | IN 30e | MS 7e  | SP 30e  | PU 18e | SP 11e | PU 3e  | IN 3e   | MS 1er | SP 15e | PU 7e   | IN     | MS      | SP      | PU      | MS     |        | 14e |
| 2023-2024 |        |        |        |        |        |         |         |         |        |        |        |        |         |        | .      | .      | .       | .      |        |         |        |         |         |         |        |        |     |
| 2023-2024 | IN 7e  | SP 4e  | PU 1er | SP 3e  | PU 5e  | SP N.P. | PU N.P. | MS N.P. | SP 10e | PU 9e  | SP 26e | PU 13e | SI 59e  | MS 19e | SP 5e  | PU 6e  | IN 7e   | MS 23e | IN 16e | MS 13e  | SP 5e  | PU 5e   | SP 6e   | PU 2e   | MS 29e |        |     |
| 2024-2025 |        |        |        |        |        |         |         |         |        |        |        |        |         |        | .      | .      | .       | .      |        |         |        |         |         |         |        |        |     |
| 2024-2025 | SI 39e | SP 2e  | MS 10e | SP 6e  | PU 4e  | SP 3e   | PU 5e   | MS 10e  | SP 20e | PU 21e | IN 6e  | MS 4e  | SP 21e  | PU 9e  | SP 24e | PU 13e | IN      | MS     | SP     | PU      | IN     | MS      | SP      | PU      | MS     |        |     |

### Championnats d'Europe Open
| Édition \ Épreuve   | Individuel | Sprint | Poursuite | Relais mixte          | Relais mixte simple |
| ------------------- | ---------- | ------ | --------- | --------------------- | ------------------- |
| Minsk-Raubichi 2019 | 27e        | —      | —         | Médaille d'or, Europe | —                   |

### Championnats du monde de biathlon d'été
| Édition / Épreuve | Super sprint             | Sprint               | Mass start           |
| ----------------- | ------------------------ | -------------------- | -------------------- |
| Ruhpolding 2022   | Médaille d'argent, monde | Médaille d'or, monde | Médaille d'or, monde |